# 柴田徳次郎

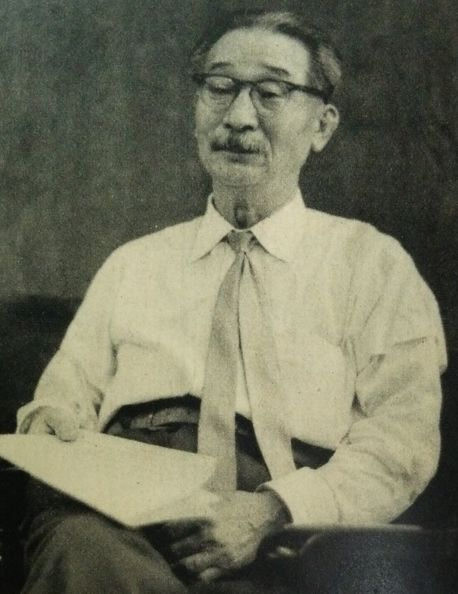
1956年

柴田 徳次郎（しばた とくじろう、旧字体：柴田 德次󠄁郞、1890年〈明治23年〉12月20日 - 1973年〈昭和48年〉1月26日）は、日本の保守思想家、教育者。経済学博士。国士舘創立者であり、総長・理事長・学長を歴任した。正四位勲二等瑞宝章受章。

## 来歴・人物

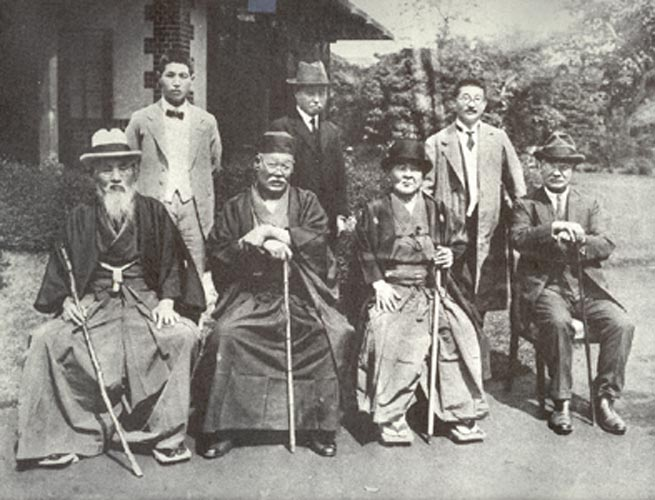
国士舘の設立を協議する有志　前列左から頭山満、野田卯太郎、渋沢栄一、徳富蘇峰、後列左から花田半助、渡辺海旭、柴田徳次郎

福岡県那珂郡別所村（現:那珂川市別所）出身。父親の破産によって苦学を強いられるが、周囲の支援によって16歳で上京、正則英語学校に進学。新聞配達員をしながら勉学に励み、芝中学校3年生の編入試験に合格。渡辺海旭や長谷川良信と出会う。芝中学在籍中の牛乳配達を通じて頭山満、野田卯太郎と面識を持つ。旧制第二高等学校を受験するが二度不合格に終わり、1912年、早稲田大学専門部入学。緒方竹虎・中野正剛・中山博道の知遇を得て、1913年、青年大民団を組織する。1917年11月4日、大民団の私塾として国士舘を創設する。1919年11月、財団法人を設立すると同時に、高等部を設立。
1946年に公職追放を受けるも、1953年に追放解除となり、1958年、国士舘大学（体育学部）を開設した。1973年1月26日、83歳で死去。墓所は、国士舘大学世田谷キャンパス内にある。
柴田の思想は、吉田松陰や佐倉惣五郎の影響を受けたものとされる。
三女の夫は国士舘大学常務理事の安高武だが、大学の管理運営をめぐり理事長柴田梵天（徳次郎の息子）とはげしく対立し、1983年、梵天派の大学OBに刺殺された（国士舘大学理事刺殺事件）。

## 著書

### 単著
- 『国士舘と教育』1926年1月
- 『革命は如何にして起こるか』国士舘大学出版部、1964年
- 『日本はこうすれば立直る』国士舘大学出版部、1964年

### 編著
- 柴田徳次郎編『頭山翁清話』大民倶楽部、1923年

## 作詞
- 国士舘舘歌
- 国士舘学徒吟